# Byttneria capillata
Byttneria capillata är en malvaväxtart som beskrevs av C.L. Cristobal. Byttneria capillata ingår i släktet Byttneria och familjen malvaväxter. Inga underarter finns listade i Catalogue of Life.